# Alive in Torment
Alive in Torment este cel de-al treilea EP al formației Dimmu Borgir. EP-ul a fost înregistrat în cadrul turneului Metal Odyssey la care Dimmu Borgir a participat împreună cu In Flames, Lacuna Coil și Susperia pentru promovarea albumului Puritanical Euphoric Misanthropia. Concertul în timpul căruia a fost înregistrat acest EP a avut loc în Stuttgart, Germania în data de 4 aprilie 2001.

## Lista pieselor
- Piesa 1 e de pe Enthrone Darkness Triumphant
- Piesele 2 și 3 sunt de pe Spiritual Black Dimensions
- Piesele 4 și 5 sunt de pe Puritanical Euphoric Misanthropia

1. "Tormentor Of Christian Souls" - 05:25
2. "The Blazing Monoliths Of Defiance" - 04:32
3. "The Insight And The Catharsis" - 07:10
4. "Puritania" - 03:07
5. "The Maelstrom Mephisto" - 04:50

## Personal
- Shagrath - vocal
- Silenoz - chitară ritmică
- Galder - chitară
- Mustis - sintetizator
- ICS Vortex - chitară bas
- Nicholas Barker - baterie